# Erinnyis crameri
Erinnyis crameri is een vlinder uit de familie van de pijlstaarten (Sphingidae). De wetenschappelijke naam van de soort werd in 1890 gepubliceerd door William Schaus.

Erinnyis crameri ♂
Erinnyis crameri ♂  △